# Peter Ndlovu
Peter Ndlovu (Bulawayo, 25 de fevereiro de 1973) é um ex-futebolista zimbabuense. Atualmente, ocupa o cargo de assistente técnico da seleção de Zimbábue.

## Carreira
Ndlovu começou sua carreira profissional em 1989, no Highlanders, principal equipe de seu país. Se destacou no futebol inglês, principalmente no Coventry City, clube que defendeu entre 1991 e 1997. Teve passagens de destaque também por Birmingham City e Sheffield United, e uma curta experiência por empréstimo ao Huddersfield Town, entre 2000 e 2001.
Voltou à África em 2004, para defender o Mamelodi Sundowns, à época um time de média expressão da África do Sul. Saiu em 2008, quando foi contratado pelo Thanda Royal Zulu. Em 2009, seu contrato com o clube acabou vencendo, e Ndlovu, ainda sem um clube para prosseguir a sua carreira, administra sua escolinha de futebol em Bulawayo, sua cidade natal.

## Carreira internacional
Ndlovu estreou na Seleção Zimbabuense de Futebol ainda muito novo, aos 18 anos. Nunca chegou perto de disputar uma Copa do Mundo em sua carreira, mas entrou para a história do futebol zimbabuense ao atingir a marca de 100 partidas, sendo até hoje o recordista de presenças na equipe. Ndlovu também é o artilheiro máximo dos Guerreiros, com 38 gols marcados.